# Pimenta pseudocaryophyllus
Pimenta pseudocaryophyllus popularmente conhecida como cataia, craveiro, craveiro-do-mato ou louro-cravo, é uma espécie da família Myrtaceae.
É amplamente distribuída nas regiões pantropical e subtropical, incluindo América Central e América do Sul.

## Composição química
Contém chavibetol e metileugenol.

## Descrição física
Pimenta pseudocaryophyllus é arbusto ou árvore 1-10m de altura; indumento tomentoso ou seríceo, amarelo, ferrugíneo, acinzentado ou esbranquiçado. Folhas elípticas a estreitamente elípticas ou obovadas a oblanceoladas, coriáceas; lâminas 3,5-22 x 1,5-6 cm, glabras ou glabrescentes na face adaxial, tomentosas, seríceas ou glabras na face abaxial; pontuações indistintas ou salientes na face abaxial; ápice agudo a acuminado ou obtuso a arredondado, frequentemente emarginado; base geralmente cuneada; nervura central sulcada na face adaxial, saliente na face abaxial; nervuras laterais de 8 a 22 pares, geralmente salientes em ambas as faces; nervuras marginais 2, a interna a 1-2 mm da margem; pecíolo 3-20 mm de comprimento, canaliculado. Inflorescências em dicásios ou panículas de dicásios, 2-12 cm de comprimento, eixos tomentosos, seríceos ou glabros; bractéolas lanceoladas ou lineares, 1-3 mm compr., decíduas. Botões com 3 mm de comprimento, pubescentes a glabros; lobos do cálice 4, ovados a suborbiculares, 1-2 mm de comprimento, obtusos. Frutos subglobosos a elipsóides, 7-15 mm de comprimento., pubérulos a glabros; sementes em forma de C, 0,5-1 mm de comprimento, testa óssea.

## Usos

### Medicina tradicional
É uma planta medicinal na medicina popular tradicional. As folhas são usadas para preparar uma bebida refrescante conhecida por suas supostas ações diuréticas, sedativas e afrodisíacas.
A população da cidade de Guaraqueçaba, no estado de Paraná no Brasil, usa uma infusão das folhas da P. pseudocaryophyllus na forma de chá para tratar a predisposição a afecções artríticas e gotosas das articulações, febre e outras doenças.
Estudos sobre a P. pseudocaryophyllus descrevem seus extratos como tendo ação ansiolítica e sedativa e atividade antioxidante.

### Culinária
Pimenta pseudocaryophyllus possui grande importância comercial e cultural às populações litorâneas no Paraná. Estas utilizam a planta como aromatizantes de bebidas alcoólicas, sendo uma atividade econômica expressiva em algumas comunidades.

## Sinonímias
Sinônimos taxonômicos para Pimenta pseudocaryophyllus incluem:
Basiônimo
- Myrtus pseudocaryophyllus  Gomes

Heterotípico
- Eugenia acuminata  Link
- Eugenia caryophylla  St.-Lég.
- Eugenia leandreana  O.Berg
- Eugenia leandriana  O.Berg
- Myrtus aequali  Vell.
- Myrtus caryophyllata  Vell.
- Pseudocaryophyllus acuminatus  (Link) Burret
- Pseudocaryophyllus chrysophyllus  Burret
- Pseudocaryophyllus costatus  O.Berg
- Pseudocaryophyllus crenatus  D.Legrand
- Pseudocaryophyllus glaziovianus  (Kiaersk.) Burret
- Pseudocaryophyllus jaccoudii  Mattos
- Pseudocaryophyllus leandrianus  (O.Berg) Burret
- Pseudocaryophyllus organensis  Burret
- Pseudocaryophyllus pabstianus  D.Legrand
- Pseudocaryophyllus seemannii  Triana ex Hemsl.
- Pseudocaryophyllus sericeus  O.Berg
- Pseudocaryophyllus uniflorus  Burret

Homotípico
- Eugenia pseudocaryophyllus (Gomes) DC.

## Galeria de imagens

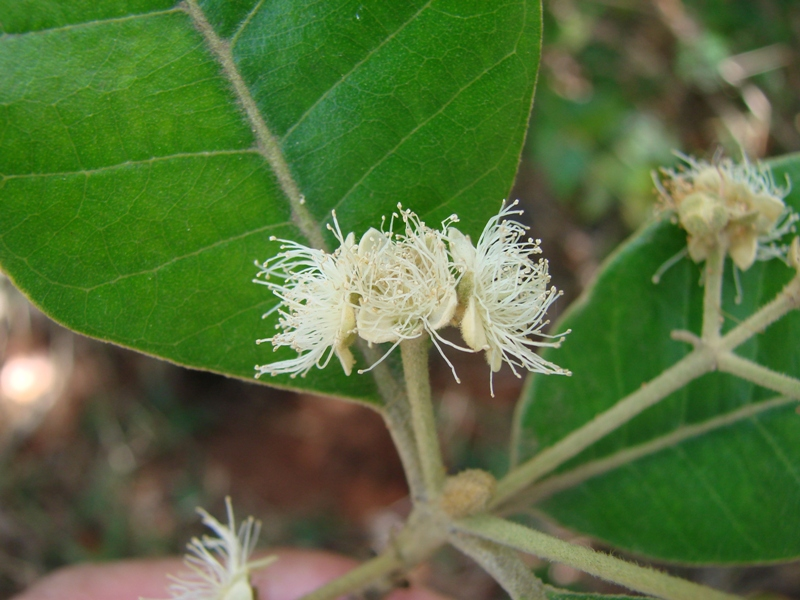
Pimenta pseudocaryophillus Folhas e inflorecências